# Henrik Gabriel Porthan
Henrik Gabriel Porthan (né le 8 mars 1739 à Viitasaari et mort le 16 mars 1804 à Turku) est un historien et écrivain finlandais, professeur à l'Académie de Turku.

## Œuvre
Tenant du mouvement fennomane, il a notamment étudié les mythes et chansons populaires de son pays, dans son œuvre majeure De Poësi Fennica (1766-1778, 5 volumes). 
Ses travaux, qui annoncent ceux d'Elias Lönnrot, lui ont valu le surnom de « père de l'histoire finnoise ».

## Galerie

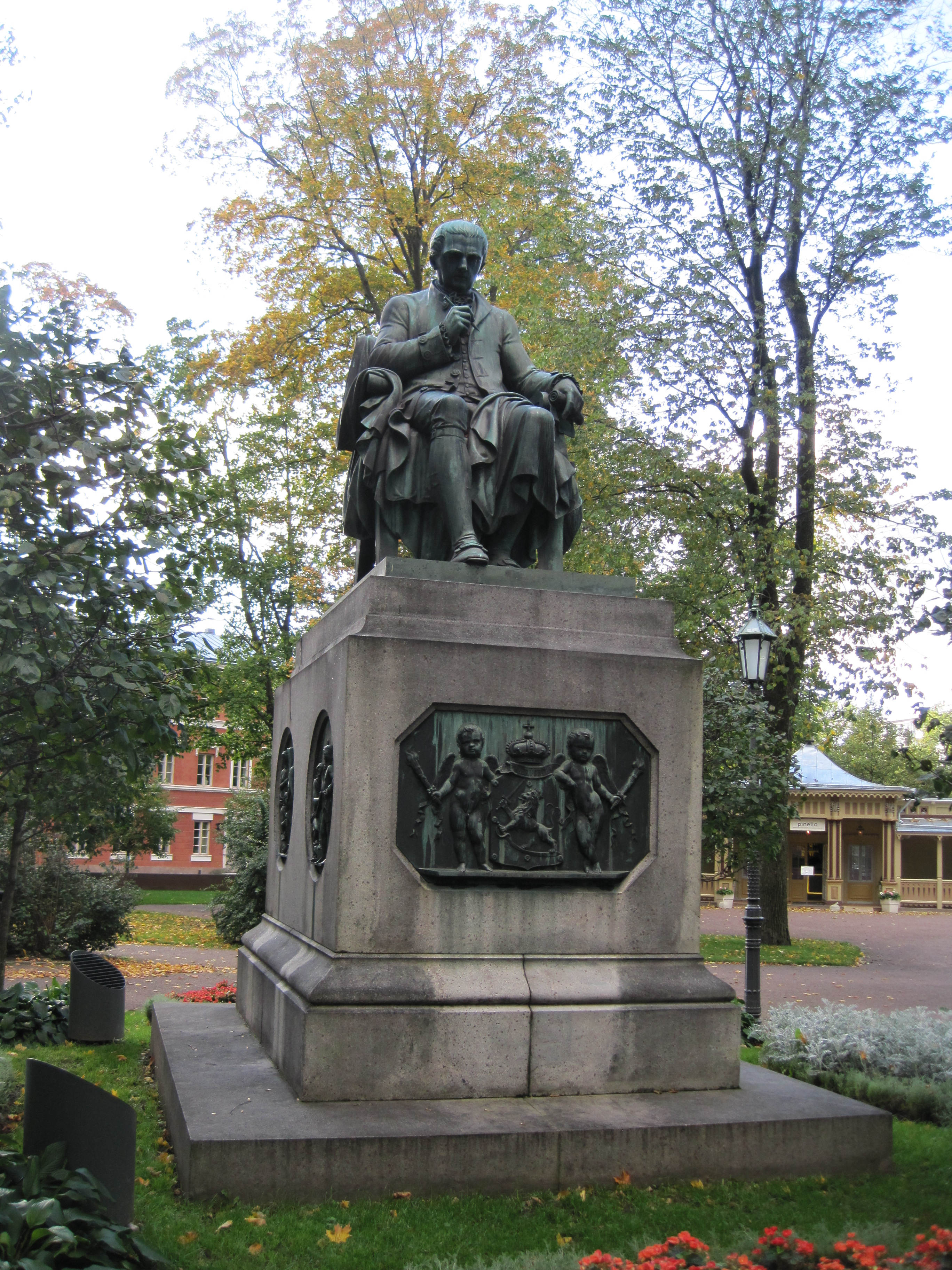
La statue de Henrik Gabriel Porthan dans le Parc Porthaninpuisto de Turku.
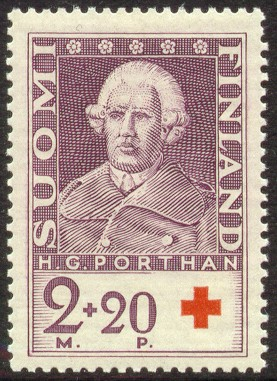
Timbre postal de 1935.